# Bostadsgaranti
Aktiebolaget Bostadsgaranti är ett svenskt halvstatligt bolag vars verksamhet bestått av att lämna ekonomiska garantier till privata och kommersiella bostadskunder vid byggande av egnahem och fastigheter för bostadsrätter samt för bildanden av bostadsrättsföreningar. Bostadsgaranti bildades 1960 på initiativ av Svenska Byggnadsentreprenörföreningen för att säkerställa produktionen av bostadsrätter i landet. Bolaget ägs 50% av svenska staten och 50% av branschorganisationen Sveriges Byggindustrier.
2014 avvecklades Bostadsgarantis försäkringsverksamhet i form av en avyttring av dotterbolaget Försäkringsaktiebolaget Bostadsgaranti. Köpare var amerikanska Columbia Insurance Company, ett bolag inom Berkshire Hathaway-sfären.
Den 22 februari 2018 beslutades det om att bolaget skulle likvideras.